# روزماري أشتون
روزماري أشتون (بالإنجليزية: Rosemary Ashton)‏ هي كاتبة سير وكاتِبة بريطانية، ولدت في 11 أبريل 1947.